# Dennis Knight
Dennis Knight (Orlando, 26 december 1968) is een gepensioneerd Amerikaans professioneel worstelaar die actief was in de World Wrestling Federation (WWF) onder ring namen Phineas I. Godwinn en Mideon.

## In worstelen
- Finishers
  - Eye Opener / Slop Drop / Problem Solver (Inverted DDT)
  - Hangman's neckbreaker

- Signature moves
  - Gutwrench powerbomb
  - Pumphandle hip toss gevolgd door een knee drop
  - Snap DDT

- Met Henry O. Godwinn
  - Double Slop Drop (Double inverted DDT)

- Managers
  - Paul Bearer
  - Scott Bowden
  - Butterbean
  - Hillbilly Jim
  - Tennessee Lee
  - Ron Slinker
  - Uncle Cletus
  - Sunny
  - Billy C. Wortz
  - Tojo Yamamoto
  - Vanessa Harding

## Kampioenschappen en prestaties
- Championship Wrestling from Florida
  - CWF Tag Team Championship (1 keer met Jumbo Baretta)

- Independent Professional Wrestling
  - IPW Hardcore Championship (1 keer)

- Fighting Spirit Pro Wrestling
  - FSPW Hardcore Championship (1 keer)

- United States Wrestling Association
  - USWA Heavyweight Championship (2 keer)

- World Wrestling Federation
  - WWF European Championship (1 keer)
  - WWF Tag Team Championship (2 keer met Henry O. Godwinn)

- Wrestling Observer Newsletter awards
  - Worst Tag Team (1996, 1997) met Henry O. Godwinn
  - Worst Tag Team (1999) met Viscera